# 崔浚榮
崔浚榮（韓語：최준영，1967年12月24日—），韓國音樂家、影視製片人，出生於全羅南道木浦市。

## 生涯
崔浚榮自1980年代開始活躍於韓國音樂界，成為韓國流行音樂產業的重要推手之一。在其職業生涯中，崔浚榮製作的專輯累計銷量達2800萬張，創下韓國音樂史上的暢銷紀錄。崔浚職業生涯中曾擔任多家娛樂公司的職位，包括曾任J-Entercom代表、藝當娛樂副社長、李Room電影社代表以及Trophy娛樂代表。目前，他擔任英皇娛樂韓國CEO。

### 音樂
崔浚榮為李貞賢製作了《哇》和《換掉》（鄭秀文翻唱為《獨家試唱》和《獨一無二》）等歌曲；酷（Cool）樂團製作了《小小的等待》和《在變得悲傷之前》等熱門單曲；為金健模製作了《對不起》、《速度》、《留戀》、《首爾之月》、《紅傘》以及《My Son》等經典作品；為林在範製作了《飛翔》；為蠟燭（Wax）製作了《修正妝容》和《拜託》等音樂作品；並為安多（Anda）製作了《催眠》、《S大概去了》、《觸摸》、《出租車》及《像家人一樣》等歌曲；電影《神話》主題曲（韓文版《Endless Love》，中文版《美麗的神話》）。
1999年韓國經濟面臨IMF危機時，崔浚榮創建了名為"Now N New"的項目團體，製作了勵志歌曲《成為一體》，邀請了金正敏、嚴正化、曹誠模、任昌丁、李承煥、李承哲等韓國歌手共同演唱。此外，他還為Roo'Ra、Koyote、Ali等眾多藝人製作音樂。

### 影視製作

#### 電視連續劇
- 《師任堂，光的日記》（2017）李英愛和宋承憲主演
- 《風土》（2008）金周赫和韓惠珍主演。

#### 電影
- 《食客》第一部、第二部
- 《美人圖》（2008）、金正恩和陳具主演的《食客》第二部（2009）
- 《咖啡》（2012）朱鎮模和金素妍主演
- 《等待通姦的男人》（2012）朴熙順和朴詩妍主演

### 榮譽
- 1996年首爾音樂獎最佳製作人獎[4]
- 1998年首爾歌謠大賞最佳製作人獎[4]
- 1999年首爾歌謠大賞最佳製作人獎[4]
- 2000年首爾音樂獎最佳製作人獎[4]
- 2001年首爾音樂獎最佳製作人獎[4]
- 2001年SBS歌謠大賞年度作曲家獎
- 2002年韓國人氣演藝大賞最佳作詞人獎
- 2002年KBS歌謠大祝祭作詞人獎